# Dolmen des Gavots
Le dolmen des Gavots est un dolmen situé à Orgon, dans le département des Bouches-du-Rhône en France.

## Description
Le dolmen caché sous un tas d'épierrement n'a été découvert qu'en 1968. Bien qu'ayant été précédé d'une fouille clandestine, les fouilles officielles ont permis de recueillir un abondant matériel archéologique dont deux poignards (un en silex, l'autre en cuivre), de nombreuses «armatures de flèches, des perles en «callaïs», en stéatite, des perles olivaires en serpentine et un fragment de bracelet en pierre».